# Shoun Genkei
Shoun Genkei, de son vrai nom Kuhei, est un artiste sculpteur et moine japonais des XVIIe et XVIIIe siècles, originaire de Kyoto, né en 1617, mort en 1710.

## Biographie
Après avoir été sculpteur de statues bouddhiques à Kyoto, Shoun Genkei devient moine bouddhiste en 1669, à l'âge de vingt-deux ans et disciple du prêtre Tetsugen Zenji. Il entreprend alors un vaste périple évangélique à travers le pays et conçoit le projet de sculpter des statues de Rakan (sanscrit : ahrat, disciple du Bouddha). Il gagne Edo pour rechercher l'aide de Tetsugyū Oshō, prêtre du temple Gufuku-ji à Ushima, grâce auquel il obtient l'hospitalité au monastère rattaché au temple Senjō-ji d'Asakusa à Edo. C'est là qu'au début de l'ère Genroku, il exécute ses trois premiers Rakan, avec l'aide financière d'un riche marchand de Kuramae, Ise-ya Kaemon.

Ayant reçu, en 1696, une donation de Keishō-in, mère de shōgun, il achève le cinquième mois de l'année suivante, une statue de Shaka (le Bouddha Sakaamuni) de taille joroku (seize pieds) ainsi que deux autres de Fugen et de Moju (sanscrit : Manjusri) de huit pieds de haut, d'Anan (sanscrit : Ananda), de Kashō (sanscrit : Mahaka-syapa), de neuf pies, de Bishamon Ten (sanscrit : Vaisravana), de diverses divinités bouddhistes et taoïstes et de cinq cent soixante Rakan de taille humaine.
Le gouvernement féodal le récompense alors avec une terre dans le quartier de Honjo, à Edo, où il commence à construire le temple Rakan-ji. Il meurt avant la fin de l'édification. Actuellement, le temple subsiste après avoir été transféré, en 1890, dans l'actuel quartier de Megero, à Tokyo.